# Егерсек
Егерсек (рум. Eghersec) — село у повіті Харгіта в Румунії. Входить до складу комуни Чуксинджорджу.
Село розташоване на відстані 207 км на північ від Бухареста, 20 км на схід від М'єркуря-Чука, 80 км на північний схід від Брашова.

## Населення
За даними перепису населення 2002 року у селі проживали 327 осіб, усі — угорці. Усі жителі села рідною мовою назвали угорську.